# Clara Horton
Clara Horton (née le 29 juillet 1904 à Brooklyn, morte le 4 décembre 1976 à Los Angeles) est une actrice américaine.

## Biographie
Clara Horton, née à Brooklyn, fait ses débuts dans le cinéma muet à l'âge de 8 ans en 1912 dans The Homecoming. Après avoir signé pour la compagnie Éclair, elle était connue comme « The Eclair kid ». Entre 1912 et 1942 elle apparait dans 88 films, dont The Violinist (1914), Us Kids (1916), Huck and Tom (1918), Penrod (1922), Beyond the Trail (1926), Bengal Tiger (1936) et Time to Kill (1942). Elle meurt en 1976 à Encino (Los Angeles).

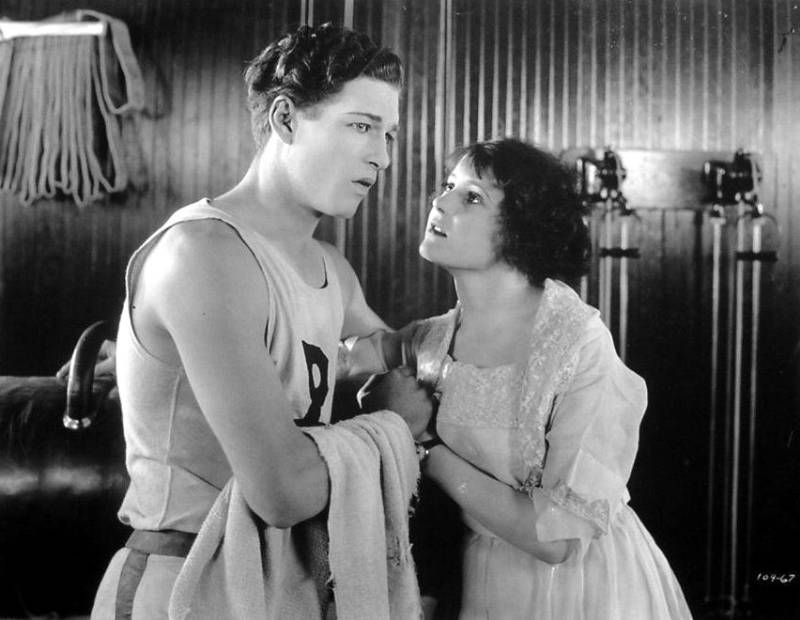
Cullen Landis et Clara Horton dans It's a Great Life (1920)

## Filmographie partielle
- 1912 : The Homecoming
- 1914 : The Violinist
- 1916 : Us Kids
- 1917 : Tom Sawyer, de William Desmond Taylor : Becky Thatcher
- 1918 : Huck and Tom, de William Desmond Taylor : Becky Thatcher
- 1919 : Almost a Husband, de Clarence G. Badger : Jane Sheldon
- 1920 : It's a Great Life d'E. Mason Hopper : Lucille Graham
- 1921 : Action, de John Ford : Molly Casey
- 1921 : The Light in the Clearing
- 1921 : L'Éveil de la bête (Prisoners of Love) d'Arthur Rosson : la sœur de Blanche
- 1922 : Penrod (en)
- 1925 : La Chance d'un joueur (The Wheel) de Victor Schertzinger
- 1926 : Beyond the Trail (en) d'Albert Herman
- 1927 : The Fortune Hunter de Charles Reisner
- 1936 : Bengal Tiger
- 1942 : Just Off Broadway d'Herbert I. Leeds
- 1942 : Time to Kill d'Herbert I. Leeds